# The Journal of Clinical Investigation
The Journal of Clinical Investigation es una revista médica mensual revisada por pares que cubre la investigación biomédica.  Fue establecido en 1924 y es publicado por la Sociedad Estadounidense de Investigación Clínica. Los artículos se centran en los mecanismos de la enfermedad, con énfasis en la investigación básica, los estudios clínicos en etapa temprana en humanos y las nuevas herramientas y técnicas de investigación. La revista también publica reseñas en series editadas o como artículos independientes, comentarios sobre investigaciones, editoriales y artículos destacados.

El editor en jefe es 
- 2022: Elizabeth M. McNally, Professor of Genetic Medicine at Northwestern University.[1]

- Rexford S. Ahima (Universidad Johns Hopkins).
- Gordon F. Tomaselli

Según el  Journal Citation Reports, tiene un factor de impacto de 11.864.
En 2022, la JCI se convirtió en Gold Open Access, por lo que todo el contenido está disponible sin cargo para el usuario o su institución.